# Segretario dei Trasporti degli Stati Uniti d'America
Il Segretario dei Trasporti degli Stati Uniti d'America (in inglese United States Secretary of Transportation) è un membro del gabinetto del Presidente degli Stati Uniti d'America ed è il capo del Dipartimento dei Trasporti degli Stati Uniti d'America.
Fra i vari Segretari dei Trasporti ci sono stati anche tre afroamericani, un ispanico, due asiatici, tra cui una donna, e altre due donne.

## Elenco
| #  | Foto | Nome                          | Stato di Residenza | Mandato          | Mandato           | Presidente sotto il quale si è svolto il mandato |
| #  | Foto | Nome                          | Stato di Residenza | Inizio           | Termine           | Presidente sotto il quale si è svolto il mandato |
| -- | ---- | ----------------------------- | ------------------ | ---------------- | ----------------- | ------------------------------------------------ |
| 1  |      | Alan Stephenson Boyd          | Florida            | 16 gennaio 1967  | 20 gennaio 1969   | Lyndon B. Johnson                                |
| 2  |      | John A. Volpe                 | Massachusetts      | 22 gennaio 1969  | 2 febbraio 1973   | Richard Nixon                                    |
| 3  |      | Claude Brinegar               | California         | 2 febbraio 1973  | 1º febbraio 1975  | Richard Nixon, Gerald Ford                       |
| 4  |      | William Thaddeus Coleman, Jr. | Pennsylvania       | 7 marzo 1975     | 20 gennaio 1977   | Gerald Ford                                      |
| 5  |      | Brock Adams                   | Washington         | 23 gennaio 1977  | 20 luglio 1979    | Jimmy Carter                                     |
| 6  |      | Neil Goldschmidt              | Oregon             | 15 agosto 1979   | 20 gennaio 1981   | Jimmy Carter                                     |
| 7  |      | Andrew L. Lewis, Jr.          | Pennsylvania       | 23 gennaio 1981  | 1º febbraio 1983  | Ronald Reagan                                    |
| 8  |      | Elizabeth Dole                | Kansas             | 7 febbraio 1983  | 30 settembre 1987 | Ronald Reagan                                    |
| 9  |      | James H. Burnley IV           | Carolina del Nord  | 3 dicembre 1987  | 30 gennaio 1989   | Ronald Reagan                                    |
| 10 |      | Samuel K. Skinner             | Illinois           | 6 febbraio 1989  | 13 dicembre 1991  | George H. W. Bush                                |
| 11 |      | Andrew Card                   | Massachusetts      | 24 febbraio 1992 | 20 gennaio 1993   | George H. W. Bush                                |
| 12 |      | Federico Peña                 | Colorado           | 21 gennaio 1993  | 14 febbraio 1997  | Bill Clinton                                     |
| 13 |      | Rodney Slater                 | Arkansas           | 14 febbraio 1997 | 20 gennaio 2001   | Bill Clinton                                     |
| 14 |      | Norman Mineta                 | California         | 25 gennaio 2001  | 7 agosto 2006     | George W. Bush                                   |
| 15 |      | Mary Peters                   | Arizona            | 17 ottobre 2006  | 20 gennaio 2009   | George W. Bush                                   |
| 16 |      | Ray LaHood                    | Illinois           | 23 gennaio 2009  | 2 luglio 2013     | Barack Obama                                     |
| 17 |      | Anthony Foxx                  | Carolina del Nord  | 2 luglio 2013    | 20 gennaio 2017   | Barack Obama                                     |
| 18 |      | Elaine Chao                   | Kentucky           | 31 gennaio 2017  | 11 gennaio 2021   | Donald Trump                                     |
| 19 |      | Pete Buttigieg                | Indiana            | 3 febbraio 2021  | 20 gennaio 2025   | Joe Biden                                        |
| 20 |      | Sean Duffy                    | Wisconsin          | 28 gennaio 2025  | in carica         | Donald Trump                                     |